# Les Belles Histoires
Les Belles Histoires est un magazine pour enfants édité à compter de 1972 par le groupe français Bayard presse. Lancé sous le titre Les Belles histoires de Pomme d'Api comme un magazine d'histoires du généraliste Pomme d'Api, la revue a changé de formule et de format plusieurs fois depuis sa création et s'appelle tout simplement, depuis 1999, Les Belles Histoires. Le magazine vise plus spécifiquement le public des 4-7 ans.

## Présentation
Ce magazine regroupe :
- une histoire illustrée accessible aux enfants de maternelle
- une bande dessinée (Charlotte et Henri entre 1985 et 2001, remplacée quelques mois en 1992 par Gaston et Lili)
- des jeux pour enfants
- un poème court, une comptine, une chanson
- dans les années 2000 des cartes à collectionner illustrées par Ulises Wensell, Grégoire Solotareff, David Parkins...

Certains titres sont ensuite publiés en poche, dans la petite collection bleue qui porte le titre du magazine ou en album (Le Monstre amoureux de Marie-Hélène Delval, Poulou et Sébastien de René Escudié, Ma maman a besoin de moi de Mildred Walter Pitts, Les Mots de Zaza de Jacqueline Cohen, Le Petit Monsieur tout seul de Barbro Lindgren, Le Loup vert de René Guichoux, La Sorcière qui rapetissait les enfants de Véronique Caylou, L'École des gnomes de Henriette Bichonnier...).

## Les auteurs
Parmi les héros récurrents des Les Belles Histoires on peut citer la Famille Cochon de Marie-Agnès Gaudrat et Colette Camil, Mister Bonflair de Claire Clément et Nicole Claveloux, Polo de Régis Faller, zouk de Serge Bloch... Les principaux auteurs du magazine sont ou ont été : Chantal de Marolles, Marie-Agnès Gaudrat, Jacqueline Cohen, Anne-Marie Chapouton, Marie-Hélène Delval, Évelyne Reberg, Simone Schmitzberger, Catherine de Lasa, Claire Clément, Fanny Joly, Anne Leviel-De Ruyver, Anne-Laure Bondoux, Agnès Bertron, Xavier Gorce, Michel Amelin, Janine Teisson, Anne Mirman, Chantal Crétois...
Les illustrateurs les plus présents dans le magazine sont, au fil du temps : Bernadette Després (présente dès l'origine du magazine), Claude Lapointe, Volker Theinhardt, Michel Guiré-Vaka, Maurice Rosy, les Espagnols Ulises Wensell, Carme Solé Vendrell et Roser Capdevila, Colette Camil, Nicole Claveloux, Yves Calarnou, Claude et Denise Millet, François Daniel, Thierry Courtin, William Marshall, Martin Matje, Axel Scheffler, François Daniel, David Parkins, Penny Ives, Marie-Laurence Gaudrat, l'Anglaise Susan Varley et parfois son maître Tony Ross, Kost Lavro, Jean-François Martin, Éric Gasté, Lucy Brum, Patrick Denieul qu'on retrouve souvent également dans Popi, Pomme d'Api et parfois dans J'aime lire.
En 1998, 52 des histoires les plus populaires ont fait l'objet d'une adaptation en dessin animé par France 3 et Canal J avec la voix d'Henri Dès. Ces dessins animés ont été édités en DVD en 2002,.

## Le magazine CD
Un CD accompagne le magazine depuis juin 2014. Il comporte un générique musical et chanté ainsi que l'histoire, lue par un comédien. Le générique est le même depuis le premier numéro sur CD. Les paroles commencent par « Aujourd'hui j'ai rencontré... ». La musique est de Romaric Defrance.